# Liste der Baudenkmäler in Heimbach (Eifel)
Die Liste der Baudenkmäler in Heimbach (Eifel) enthält die denkmalgeschützten Bauwerke auf dem Gebiet der Gemeinde Heimbach (Eifel) im Kreis Düren in Nordrhein-Westfalen (Stand: September 2011). Diese Baudenkmäler sind in der Denkmalliste der Gemeinde Heimbach (Eifel) eingetragen; Grundlage für die Aufnahme ist das Denkmalschutzgesetz Nordrhein-Westfalen (DSchG NRW).

| Bild                             | Bezeichnung                       | Lage                                           | Beschreibung | Bauzeit                                 | Eingetragen seit | Denkmal- nummer |
| -------------------------------- | --------------------------------- | ---------------------------------------------- | --- | --------------------------------------- | ---------------- | --------------- |
| Winkelhofanlage                  | Winkelhofanlage                   | Blens Blenser Platz 1 Karte                    | 2-geschossige Winkelhofanlage aus Fachwerk, das giebelständige Wohnhaus zu 2 Achsen, auf Bruchsteinsockel, das Vorderhaus unterkellert, die linke Traufseite zum Hof zu 3 Achsen, die linke Achse im EG als Stallzugang, die Mittelachse als Eingang mit Nebenfenster, im Wirtschaftsquerflügel die Toreinfahrt modern zugesetzt, zu Wohnzwecken verändert, die Gefache dort mit Schwemmstein, die Gefache des Wohnhauses mit Lehmstaken, die Fenster mit Schlagläden, die Fenster selbst aus der Jahrhundertwende. | A. 19. Jh.                              | 17.01.1989       | 18              |
| Hofanlage                        | Hofanlage                         | Blens Blenser Platz 2 Karte                    | 3-flügelige Hofanlage aus Fachwerk, das rechte giebelständige Wohnhaus weitgehend massiv gemauert, verputzt, die rechte Traufseite dieses Hauses zu 3 Achsen, die linke Achse mit modern verbreiterten Fenstern, das rechte EG-Fenster aus der Bauzeit, mit der Sprosseneinteilung aus dem E. des 18. Jh., der Sockel in Hanglage als Kellergeschoss genutzt, die linke Traufseite des Wohnhauses zum Hof verbrettert, der ehem. Wirtschaftsquerflügel zu Wohnzwecken verändert, der linke giebelständige Scheunenflügel mit hoher Scheunenzufahrt zur Straße, der Hof zur Straße durch Tor geschlossen. | 18. Jh.                                 | 02.04.1991       | 63              |
| Fachwerkbau                      | Fachwerkbau                       | Blens Greenstraße 14 Karte                     | Kleiner, 1½-geschossiger Fachwerkbau, giebelständig zur Straße, der Giebel im oberen Teil mit Ziegeln verkleidet, die rechte Traufseite zum Hof mit linkem Eingang und 3 Fenstern im EG, 2 Fenster im OG, nach rechts angeschlossen 2 Stallteile, gegenüber der Straße liegend ein Scheunenbau, der Scheunenbau verbrettert, um 1900 errichtet. | 2. H. 19. Jh.                           | 21.05.1989       | 41              |
| Fachwerk-Winkelhofanlage         | Fachwerk-Winkelhofanlage          | Blens Greenstraße 3 Karte                      | 2-geschossige Fachwerk-Winkelhofanlage mit rechts giebelständigem Wohnhaus zu 4 Achsen, die beiden linken als Doppelachse ausgebildet, in der rechten Achse der Eingang, im EG die mittlere Achse als breites Fenster modern verändert, der Wirtschaftsquerflügel mit Stallzugang und hoher Toreinfahrt, dieser Scheunenbau mit hohem Dach, rechtsseitige Abwalmung, dem Giebel des Wohnhauses zur Straße vorgestellt ein 1-geschossiger Fachwerkbau mit breitem Türzugang, die ehemalige Schmiede. | um 1900                                 | 02.04.1991       | 62              |
| Bildstock beim Schärpeberg       | Bildstock beim Schärpeberg        | Blens Nähe Forsthaus Blens Karte               | Verputzter Bildstock mit vergitterter Nische, in der Nische Hubertusdarstellung. | 19. Jh.                                 | 17.01.1989       | 19              |
| Fachwerkhaus                     | Fachwerkhaus                      | Blens Odenbachstraße 10 Karte                  | Beim o. g. Objekt handelt es sich um ein zweigeschossiges, giebelständiges Fachwerkhaus aus der Mitte des 18. Jahrhunderts. Relativ unverfälscht erhalten ist die südliche Traufwand zu drei auseinandergezogenen Achsen, in der Mittelachse befindet sich der erhöht liegende Hauszugang. Das Haus zeigt einen Bruchsteinsockel und straßenseitige Unterkellerung. Giebelwand und rechts angrenzender Anbau sind erneuert. Im Inneren lässt sich noch eindeutig der in dieser Region charakteristische Dreiraumtyp mit mittig angelegtem Herdraum und straßenseitige Stube ablesen. Die inneren Strukturen, die auf die Zweckbestimmung dieser Räume hinweisen sind noch erhalten. Anhand der Fachwerkkonstruktion lässt sich die Bauweise und die Verarbeitungsmethoden des 18. Jahrhunderts ablesen. Überdies gibt die Hausstruktur Aufschluss über Wohnstandard und Lebensgewohnheiten der Menschen zur Zeit der Erbauung. Zudem gehört dieses Haus zur historischen Bebauung der Odenbachstraße in Blens und trägt mit bei zum geschlossenen dörflichen Straßenbild dieser Ortslage. | M. 18. Jh.                              | 07.07.1994       | 86              |
| Fachwerkhaus                     | Fachwerkhaus                      | Blens Odenbachstraße 17 Karte                  | 19. Jh. erhöht; 2-geschossiger, giebelständiges Fachwerkhaus über erhöhtem Bruchsteinsockel, das Haus im straßenseitigen Teil unterkellert, der Giebel massiv erneuert und verputzt, mit 2 Fenstern, im oberen Giebelfeld ein Fenster und Eternitverschieferung, die linke Traufseite im linken Bereich mit mittlerer Tür und 2 unregelmäßig verteilten Fenstern, im oberen Geschoss 2 weitere Fenster, liegende Gefache. | 18. Jh.                                 | 27.06.1985       | 2               |
| Winkelhofanlage                  | Winkelhofanlage                   | Blens Odenbachstraße 18 Karte                  | Zweigeschossige Winkelhofanlage aus Fachwerk, 18. Jh., mit späterer Aufstockung, zur Straßenseite Odenbachstraße/Greenstraße geöffnet, rechts das giebelständige Wohnhaus zu 2 ehem. Achsen, das Wohnhaus an einer Giebelseite und der linken Traufseite zum Hof massiv und verputzt, die rechte Traufseite des Wohnhauses in Fachwerk, der linke Wirtschaftsquerflügel in Fachwerk mit Bruchsteinsockel, rechts ein ehem. Stallbereich, in der Mitte die Toreinfahrt und nach links ein weiterer Stallbereich, das Dach der Scheune zum Hof vorkragend, der linke Giebel mit Ziegeln verkleidet. | 18. Jh.                                 | 01.09.1995       | 109             |
| Winkelhofanlage                  | Winkelhofanlage                   | Blens Odenbachstraße 2 Karte                   | 2-geschossige Winkelhofanlage mit im 19. Jh. angefügtem 3. Flügel, das linke Wohnhaus 2-geschossig zu 2 Achsen, die EG-Fenster später vergrößert und auseinandergesetzt, die rechte Traufseite zum Hof zu 2 Wohnachsen, in der rechten Achsen der Eingang mit 2-läufiger Freitreppe, im rechten Anschluss 2 Achsen, die linke Achse davon modern vergrößert, in der rechten Achse im EG der ehem. Stallzugang der Querflügel mit der ehem. Toreinfahrt im EG zugesetzt, mit Vorbau versehen, ein weiterer, giebelständiger und niedrigerer Vorbau nach rechts, mit Krüppelwalmdach, im EG massiv, Kniestock mit Fachwerk, das Wohnhaus mit liegenden Gefachen und Zapfenschlössern mit Ankerbalken im EG und OG, das Sockelgeschoss im vorderen Hausbereich als Keller ausgebaut. | 18. Jh.                                 | 27.05.1992       | 67              |
| Fachwerkhofanlage                | Fachwerkhofanlage                 | Blens Odenbachstraße 20 / Greenstraße Karte    | 1 ½-geschossige Winkelhofanlage aus Fachwerk, zur Straßenecke Odenbachstraße/Greenstraße geöffnet, das giebelständige Wohnhaus giebelseitig zu einer Achse, mit Eternit verkleidet, der Bruchsteinsockel als Kellergeschoss zur Straße, zum Hof unregelmäßige Fenstereinteilung in Fachwerkgefüge, spätere Veränderungen im mittleren Bereich verzapfte Ankerbalken, einzelne Fenster später vergrößert und in der Lage verändert, nach rechts der Wirtschaftsflügel mit Stallpforte hoher Toreinfahrt und weiterem Stallbereich. | 17. Jh.                                 | 13.07.1993       | 76              |
| Fachwerk-Hofanlage               | Fachwerk-Hofanlage                | Blens Odenbachstraße 30 Karte                  | 3-flügelige Fachwerk-Hofanlage, das 2-geschossige Wohnhaus giebelständig zur Straße, der Giebel zu 2 Achsen, über Bruchsteinkellergeschoss mit straßenseitigem Zugang, das OG leicht vorkragend modern mit Eternit verkleidet, die linke Traufseite zum Hof mit unregelmäßiger Fenstereinteilung, die urspr. kleineren Fenster z. T. im Fachwerkgefüge ablesbar, in Mittellage der Eingang mit Treppenzugang, zur linken Ecke Stallpforte, der Wirtschaftsquerflügel mit hoher Toreinfahrt und benachbarten Schweinestallungen mit kleinen Öffnungen, nach links ein zur Straße giebelständiger aber kleinerer weiterer Stall mit Backhaus, die straßenseitige Giebelseite verbrettert, auf dieser Seite ein Kamin, der Hof mit Steinpflasterung aus der Bauzeit, die Gefache mit Lehmstaken; dieser Hof ist einer der wenigen komplett erhaltenen Fachwerkhöfe in Blens. | 2. H. 18. Jh.                           | 28.09.1989       | 42              |
| weitere Bilder                   | St. Georgs-Kapelle                | Blens St. Georgstraße 11 Karte                 | Größere Bruchsteinkapelle aus Buntsandstein, dem Westgiebel aufgesetzt ein Giebelturm mit spitzem Helm, darunter Okulus und rundbogiger Zugang, die Traufseiten zu 3 rundbogigen Fenstern, 3/8-Chorschluss mit mittlerem rundbogigem Fenster. | 1803/04                                 | 01.10.1987       | 15              |
| weitere Bilder                   | Burg Blens                        | Blens St. Georgstraße 13 Karte                 | Ehemalige vierflügelige mittelalterliche Burganlage an exponierter Lage im Rurtal errichtet. Bis heute erhalten blieb das zweigeschossige Wohnhaus von 1791, vermutlich auf den mittelalterlichen Grundmauern errichtet. Das einfache Wohnhaus mit Satteldach, Krüppelwalm sandsteingefassten Öffnungen, ist regelmäßig gegliedert mit Hauptzugang in der hofseitigen Mittelachse. Der ehemalige Verputz fehlt. Es dokumentiert mit seinen charakteristischen Baudetails das Bauschaffen und die Architektursprache des ausgehenden 18. Jh. Die drei neuzeitlichen Schleppgauben beeinträchtigen das ansonst stimmige Erscheinungsbild des Haupthauses. Im Inneren, im Erdgeschoss erkennbar, die klassische dreiräumige Grundrisskonzeption mit großer Diele im mittleren Bereich. Charakteristisch und noch selten erhalten die Hofbepflasterung aus Rurkieseln. | 1791                                    | 02.04.1991       | 60              |
| Fachwerkhaus                     | Fachwerkhaus                      | Blens St. Georgstraße 20 Karte                 | 2-geschossiges, giebelständiges Fachwerkhaus, der Giebel zu 2 Achsen, die linke Traufseite zum Hof zu 3 Achsen und einem Eingang, dem rückwärtigen Giebel angebaut ein schmaler Wirtschaftsteil mit Pultdach. | M. 19. Jh.                              | 13.07.1993       | 77              |
| Fachwerkhaus                     | Fachwerkhaus                      | Blens St. Georgstraße 4 Karte                  | Im Kern 18. Jh. mit Veränderungen im 19. bzw. 20. Jh.; hohes, 2-geschossiges Fachwerkhaus in Hanglage mit Bruchsteinsockel zur Straße, der Sockel verputzt, die Giebelseite zur Straße zu 3 Achsen, die linke Traufseite zum Hof, mit z. T. später veränderten Fensterformen, Fachwerk mit Ankerbalken und Zapfenschlössern, die rechte Traufseite modern mit Eternitschiefer verkleidet. | 18. Jh.                                 | 13.07.1993       | 78              |
| Steinkreuz mit Korpus            | Steinkreuz mit Korpus             | Düttling Trierer Straße 2 Karte                | Steinkreuz auf hohem, massivem Sandsteinsockel, das Steinkreuz mit Korpus, in den Balken datiert, unter dem Kreuz profilierter Sockel mit Reliefdarstellung, das Kreuz farbig gefasst. | 1771                                    | 13.07.1993       | 79              |
| Hauskreuz                        | Hauskreuz                         | Düttling Trierer Straße 8 Karte                | Hauskreuz vor Nr. 8, Datierung laut Inschrift 1764; hölzernes Kreuz mit farbig gefasstem Korpus, das Kreuz mit Verdachung und Troddelschmuck. | 1764                                    | 28.09.1989       | 43              |
| weitere Bilder                   | Altes Kraftwerk                   | Hasenfeld Kleestraße 100 Karte                 | Großer, langgestreckter Bau an den Berghang angelehnt, zum Berghang 2 flankierende quadratische Türme, der 2-geschossige Bau in Jugendstilformen errichtet, die Traufseiten zu 6 Achsen, die Achsen durch Pfeilerstellungen geteilt, die Achsen jeweils als Dreierfenster im EG rundbogig, im OG mit geradem Sturz, die Frontseite mit mittlerem Eingang und 2 flankierenden Pforten, der Eingang rundbogig mit Verdachung, darüber das abgerundete Wandfeld mit Inschrift, flachbogiger Giebel mit Dachüberstand, von der Frontseite 2 Stauwehre, hangseitig 2 Fallrohre. | 1904                                    | 21.04.1989       | 39              |
| Winkelhofanlage aus Fachwerk     | Winkelhofanlage aus Fachwerk      | Hasenfeld Schwammenaueler Straße 45 Karte      | Winkelhofanlage aus Fachwerk, Wohnteil giebelständig, 2-geschossig, Krüppelwalmdach mit Kniestock, straßenseitige Giebelfront mit unregelmäßig verteilten Fenstern, rechts paarweise am Ständer zusammengefasst, Wirtschaftsteil in 2 Bauabschnitten mit verschieden hohen Firsthöhen errichtet, großes hölzernes Einfahrtstor. Das Wohnhaus mit zwei Wohnachsen zeigt im Inneren interessante originale Bestandteile. In beiden Geschossen sind vier Räume, zwei hintereinanderliegende, untergebracht. Von Bedeutung ist im Erdgeschoss, im ehemaligen Herdraum, eine originale Wendeltreppe mit integriertem Kellerabgang. Alle historischen Türen mit Beschlägen und Schlössern sind erhalten. Scheune und Stalltrakt sind zwar in Teilen desolat, allerdings noch erhaltungsfähig. Sie sind unverändert und lassen ihre ehemalige Zweckbestimmung (Steiltrakt und Scheunenteil) ablesen. Die Anlage dokumentiert sehr anschaulich eine Fachwerkwinkelhofanlage, wie sie um 1800/1810 in Hasenfeld erbaut wurde. | 1. H. 19. Jh.                           | 22.03.1994       | 82              |
| Wohn- und Speicherhaus           | Wohn- und Speicherhaus            | Hasenfeld Schwammenaueler Straße 66 Karte      | Beim vorgenannten Objekt handelt es sich um ein zweigeschossiges Wohn- und Speicherhaus, das im Kern im 17. Jahrhundert gebaut wurde; allerdings im 19. Jahrhundert Veränderungen erfuhr. Der Wohnteil, der giebelständig zur Straße zeigt, ist gegliedert durch drei Wohnachsen; in der Mittelachse ist wie üblich der Herdraum untergebracht, im Inneren lässt sich anhand der deutlich ablesbaren Feuerstelle die ehemalige Zweckbestimmung als Herdraum feststellen. Die übrigen Räume (Stube und Kammer) sind zumindest an der Struktur im Innenbereich des Hauses ablesbar. Charakteristisch für die frühe Bauzeit sind Bauspuren und Verarbeitungsmerkmale an der Fachwerktraufwand. Hier lassen sich anhand der durchgezapften Ankerbalken und anhand von Spuren eines Kreuzstockfensters Merkmale aufdecken, die das frühe Baualter um 1600 oder 1610 belegen lassen. Der seitliche Anbau am Haupthaus datiert ins 19. Jahrhundert und ist auf Grund seiner Verzimmerung auch in dieser Zeit deutlich datierbar. Zugehörig zum Wohnhaus ist die dahinterliegende, quer aufgeschlossene Fachwerkscheune. Charakteristisch für den Hof und auch denkmalwert ist die gepflasterte Zufahrt mit dem regional typischen Rurkieselpflaster. Der Denkmalwert begründet sich einmal aus dem Alter des Gebäudes, aus den historischen Details am Wohngebäude und an dem Grundriss der Hofanlage insgesamt. Nach Aussage der Fachwerkkonstruktion zählt dieses Anwesen zu den ältesten Fachwerkhäusern in Hasenfeld überhaupt. | 17. Jh.                                 | 07.07.1994       | 85              |
| Winkelhofanlage                  | Winkelhofanlage                   | Hasenfeld Schwammenaueler Straße 77 Karte      | Beim vorgenannten Objekt handelt es sich um ein zweigeschossiges Wohn- und Speicherhaus, das im Kern im 17. Jahrhundert gebaut wurde; allerdings im 19. Jahrhundert Veränderungen erfuhr. Der Wohnteil, der giebelständig zur Straße zeigt, ist gegliedert durch drei Wohnachsen; in der Mittelachse ist wie üblich der Herdraum untergebracht, im Inneren lässt sich anhand der deutlich ablesbaren Feuerstelle die ehemalige Zweckbestimmung als Herdraum feststellen. Die übrigen Räume (Stube und Kammer) sind zumindest an der Struktur im Innenbereich des Hauses ablesbar. Charakteristisch für die frühe Bauzeit sind Bauspuren und Verarbeitungsmerkmale an der Fachwerktraufwand. Hier lassen sich anhand der durchgezapften Ankerbalken und anhand von Spuren eines Kreuzstockfensters Merkmale aufdecken, die das frühe Baualter um 1600 oder 1610 belegen lassen. Der seitliche Anbau am Haupthaus datiert ins 19. Jahrhundert und ist auf Grund seiner Verzimmerung auch in dieser Zeit deutlich datierbar. Zugehörig zum Wohnhaus ist die dahinterliegende, quer aufgeschlossene Fachwerkscheune. Charakteristisch für den Hof und auch denkmalwert ist die gepflasterte Zufahrt mit dem regional typischen Rurkieselpflaster. Der Denkmalwert begründet sich einmal aus dem Alter des Gebäudes, aus den historischen Details am Wohngebäude und an dem Grundriss der Hofanlage insgesamt. Nach Aussage der Fachwerkkonstruktion zählt dieses Anwesen zu den ältesten Fachwerkhäusern in Hasenfeld überhaupt. | 1668                                    | 20.12.1993       | 81              |
| weitere Bilder                   | Kapelle St. Nepomuk               | Hasenfeld Schwammenaueler Straße 89 Karte      | 1751 nach Inschrift im Türsturz; kleiner Bruchstein-Saalbau mit polygonalem Chorschluss und verschiefertem Dachreiter, Fenster mit Sandsteingewänden, im Inneren weitgehend erneuert und nach Norden durch einen Neubau erweitert, von der Ausstattung des 18. Jh. erhalten: Mondsichel-Madonna sowie Christusstatue. | 1751                                    | 21.04.1989       | 36              |
| weitere Bilder                   | Kruzifix vor Nepomukkapelle       | Hasenfeld Schwammenaueler Straße 89 Karte      | 1747 nach Inschrift; Kruzifix aus Sandstein, im Sockel ornamentierte Nische mit Monstranzkonsole, Christusfigur, stark absandend. | 1741                                    | 21.04.1989       | 37              |
| Winkelhofanlage                  | Winkelhofanlage                   | Hasenfeld Schwammenaueler Straße 93 Karte      | Im Kern 18., im Wesentlichen M. 19. Jh.; Winkelhofanlage aus Fachwerk, Wohnteil giebelständig, 2-geschossig mit Kniestock, Straßenfront mit einer Fensterachse, die Fenster im OG der hofseitigen Wand mit Schlagläden, im Winkel angefügt niedrigerer Wirtschaftsteil mit Einfahrt, dem Wohnteil gegenüberliegend kleiner Fachwerkschuppen mit Pultdach, Zaun. | 18. Jh.-M. 19. Jh.                      | 17.01.1989       | 20              |
| Hofanlage mit Fachwerkhaus       | Hofanlage mit Fachwerkhaus        | Hasenfeld Schwammenaueler Straße 95 Karte      | Im Kern 18. Jh., eingreifender Umbau 1825 (Inschrift in der Giebelwand); Wohnhaus einer ehem. großen Hofanlage, Fachwerk auf massiv gemauertem Kellersockel, 2-geschossig, giebelständig, zur Straße Krüppelwalmdach, rückwärtig Vollwalm, Straßenfront zu 2 Fensterachsen, Fenster mit Schlagläden, der rückwärtige Teil breiter als der vordere Teil des Hauses an der Straße, der verbreiterte Bauteil wohl um 1900, Fachwerk mit Andreaskreuzen, im Inneren des Hauses, in den Vorderräumen des EG Kölner Decken. | 18. Jh.                                 | 13.07.1993       | 74              |
| Wegekapelle                      | Wegekapelle                       | Hausen Am Müllenberg 4 Karte                   | Kleines Heiligenhäuschen aus Bruchstein, in einer ortstypischen Stützmauer eingelassen. Die Vorderfront des giebelständigen Gebäudes zeigt eine Putzquaderung, das Giebeldreieck ist verbrettert, eine zweiflügelige originale Holztüre weist auf die Bauzeit um 1920 hin. | 1920                                    | 23.01.1990       | 52              |
| Kleiner Bildstock                | Kleiner Bildstock                 | Hausen Auf dem Homersch Karte                  | Kleiner Bildstock mit Satteldach und vergitterter Nische, rückseitig wohl nachträglich angebrachte Inschrift 1768. | 1768                                    | 17.01.1989       | 21              |
| weitere Bilder                   | Kath. Pfarrkirche St. Nikolaus    | Hausen Hausener Straße Karte                   | 1834/1835, Erweiterung 1911; (Arch. Ulich) 3-jochige Saalkirche mit eingestelltem Ostturm, die Kirche nach Westen verlegt mit kleinem westlichem Sakristeivorbau, gerader Chorabschluss, 3 Joche, die Fenster rundbogig, Kämpfergesims, Gewände und Gesimse aus Buntsandstein, der östliche Eingang mit rundbogig profiliertem Portal, im oberen Bereich der Nische Lünettenöffnung, mit Ausstattung z. T. aus dem E. des 19. Jh. in neuromanischen Formen, der gerade Chorabschluss mit Ausmalungen im nazarenischen Stil, in der nordöstlichen Nische geschnitzter Eichenaltar des 18. Jh. im Aachen-Lütticher Stil ohne Farbfassung, ebenso aus dem 18. Jh. Beichtstuhl und Kanzel, das Chorgestühl aus dem 17. Jh. sowie spätgotischer Thronsessel, lebensgroß farbig gefasste Holzskulpturen des St. Nikolaus der St. Cecilia sowie weitere Figuren aus dem 17./18. Jh., der Kirchhof mit in die Begrenzungsmauer eingebauten Grabkreuzen des 17. und 18. Jh. | 1834/1835                               | 01.10.1987       | 9               |
| Missionskreuz an der Pfarrkirche | Missionskreuz an der Pfarrkirche  | Hausen Hausener Straße Karte                   | In die Südostecke der Kirche eingestellte Nische mit hohem Kalksteinkreuz, das Kreuz auf profiliertem Sockel mit Konsole und steinernem Korpus, davor originale Vergitterung, die Nische verdacht. | 1885                                    | 01.10.1987       | 14              |
| Fachwerkhaus                     | Fachwerkhaus                      | Hausen Hausener Straße 11 Karte                | Zweigeschossiges, giebelständiges Fachwerkhaus zu 2 Achsen, Baujahr 1895 lt. Balkeninschrift, die rechte Traufseite zum Hof zu 3 Achsen mit mittlerem Eingang, rechts im Anschluss leicht vorspringender Wirtschaftsflügel mit gleicher Traufhöhe, über dem Wohnteil zum Hof das Dach vorkragend, die Gefache mit Backstein, die Fenster aus der Bauzeit mit Schlagläden. | 1895                                    | 01.09.1995       | 92              |
| Ehemaliges Pfarrhaus             | Ehemaliges Pfarrhaus              | Hausen Hausener Straße 12 Karte                | Ehem. Pfarrhaus und Schule, 2-geschossiger massiver Bau in Ecklage zur Hauptstraße neben der Kirche gelegen, die Traufseite zu 5 Achsen, mittlerer Eingang, die rechte Achse abgesetzt als Doppelachse, die Fenster mit EG mit Verdachung, der Eingang ursprünglich mit 2-flügeliger Tür, davor Freitreppe, Fenster mit moderner Ganzverglasung, neue Tür. | 2. H. 19. Jh.                           | 01.10.1987       | 10              |
| weitere Bilder                   | Burg Hausen                       | Hausen Hausener Straße 14 Karte                | Die ehemalige Wasserburganlage in Hausen erfüllt die Voraussetzungen zur Einstufung als Baudenkmal gemäß § 2 DSchG. Mit Ausnahme folgender Bauteile der Gillesschen Hofhälfte: Innenausbau des Wohnhauses in der Südwestecke (Erdgeschoss, Obergeschoss, Dachstuhl); Innenausbau, Dachstuhl und Hoffront des Südflügels (sogen. alter Kuhstall); Innenausbau und Dachstuhl des Ostflügels (ehem. Pferdestall); Innenausbau über Keller, Hofwand und Dachstuhl des Nordflügels (sogen. neuer Kuhstall); Schuppenanbau an der nördlichen Außenwand. Die denkmalwerten Bestandteile sind somit die Außenmauern und der Keller des Wohnhauses, der Torbau an der Südseite, die südliche Außenmauer (soweit aus Bruchstein), die Außenwände der östlichen Hofgebäude einschließlich der Trennmauer von 1832, Nord- und Westwand, sowie die Gewölbekeller des Nordflügels. Zum Bestand der historischen Anlage gehören weiterhin die Feldsteinpflasterung des Hofes und die vor dem Wohnhaus aufgestellte Brunnenschale aus Blaustein. Die im Boden verborgenen Reste der Burganlage sind als Bodendenkmäler einzustufen. Anhand des heutigen Bestandes ist die Entwicklung der Burg noch anschaulich ablesbar; die älteste zweiteilige Wasserburg bestimmte Umfang und Anlagetyp aller Folgebauten. Reste der Burg des 14. und 15. Jh. stecken im Wohnhaus Gilles, in der Südwand und im Nordflügel sowie im Boden unter den späteren Gebäuden. Das mittelalterliche Burghaus wurde im 16. Jh. erweitert und vergrößert zum Winkelbau mit Treppenturm, großen Kreuzstock- und Querstockfenstern, von denen drei sowie die Reste eines Aborterkers in der westlichen Außenwand erhalten sind. Von der Innenstruktur sind diverse Spuren geblieben, aufgrund derer Deckenhöhen, z. T. Eingänge, Fensternischen, ein Kamin und ein Abort sowie verschiedene originale Wandoberflächen (Putze) erfasst werden können. Der ehemalige Zwinger von der Nordseite des Burghauses ist spätestens im 16. Jh. angelegt worden und wurde in der Folgezeit mit dem noch erhaltenen Schwibbogen-/Kappengewölbe überdeckt; Reste der älteren Burgnordmauer begrenzen den Zwingergang nach Süden. Die ehemalige Vorburg (heute Hofteil Adam) wurde im 17./frühen 18. Jh. auf dem Grundriss der Vorgängeranlage vollständig erneuert. Das bereits im ersten Viertel des 18. Jh. laut der zuverlässigen Zeichnung von R. Roidkin teilweise ruinöse Herrenhaus wurde im 19. Jh. weitgehend erneuert und stark verändert. Der Treppenturm im Winkel zum Südflügel verschwand, der Südflügel wurde zum Kuhstall umgebaut. Die Hofseite des verbliebenen Westflügels wurde in der heute noch vorhandenen achtachsigen Aufteilung erneuert, das alte Wappen wiederverwendet. Von den Kellern wurde der südliche beibehalten und mit einem neuen flacheren Gewölbe versehen, die anderen Keller sind verfüllt. Über dem Zwinger wurde eine Scheune erbaut und später zum Kuhstall eingerichtet. Die Scheidemauer zur östlichen Hofhälfte, der ehemaligen Vorburg, verdeckte man mit dem vorgebauten Pferdestall, den abgebrochenen Torturm ersetzte man nach der Jahrhundertmitte durch das bestehende Torgebäude. Die Veränderungen im 20. Jh. betrafen die Gräben im Norden und Osten (zugeschüttet) sowie Beseitigung von Kriegs- und Brandschäden (1945 und 1973). Die erhaltenen historischen Bestandteile erlauben dennoch, wie oben dargestellt, eine anschauliche Vermittlung der Burggeschichte. Im Sinne des DSchG ist daher die ehemalige Burg Hausen bedeutend für die Geschichte des Menschen, da sie als historische Herrschaftsarchitektur einen wesentlichen, viele Jahrhunderte umfassenden Abschnitt von Landes- und Sozialgeschichte mit weitreichendem Einfluss bis in die moderne Gesellschaft repräsentiert. Die Bedeutung für die Region um Heimbach und Nideggen resultiert aus dem beträchtlichen Anteil, den die befestigten Adelssitze wie eben die Burg Hausen an der Kultivierung des Landes, der Sicherung und dem Ausbau von Verkehrswegen und Siedlung hatten. Die Entwicklung der genannten Hauptorte war auf den Schutz solcher kleinerer Burgen und auf ihre Funktion als kleinräumige Verwaltungszentren angewiesen. Für die Erhaltung und Nutzung der Gebäude liegen wissenschaftliche Gründe vor, denn die vorhandene historische Substanz bietet für die Architektur-, Bau- und Burgengeschichte vielfältigen Anhalt zu Forschung und Lehre. U. a. manifestiert die Burg Hausen den typologisch bedeutsamen Schritt von der schwach befestigten kleinen Ministerialenburg des 14. Jh. zum talbeherrschenden Ansitz mit Einrichtung für weittragende Gewehre und leichtere Geschütze, wofür beispielsweise der Zwinger installiert wurde. Auch sind die erhaltenen Reste mit ihren handwerklichen und technischen Details sehr aussagekräftig in Bezug auf historische Bautechniken. Nicht zuletzt sind städtebauliche Gründe festzustellen; Landschaft und Architektur der Stadt Heimbach werden von den kleinen Orten mit ihrer maßstäblich einheitlichen und landschaftsgebundenen Bauweise bestimmt, diese wiederum von den dominierenden ehemaligen Adelssitzen. Das von vielen und teilweise sehr bedeutenden Burganlagen begleitete Rurtal wird in seiner historischen Dimension vor allem ebendiese Burgen anschaulich und erlebbar. | 14.–15. Jh.                             | 01.09.1995       | 90              |
| Hofanlage                        | Hofanlage                         | Hausen Hausener Straße 23 Karte                | Gegenüber dem Burgtor liegende Hofanlage, das zweigeschossige Wohnhaus mit Fassade von 1900, hoher Kellersockel, 6 Achsen, drei Achsen links vorgezogen mit seitlichem Eingang und Treppe, Backstein, die Bruchsteingiebel und rückwärtige Fachwerkwand älter, in Hof eine große Fachwerkscheune aus dem A. 19. Jh., Winkelgrundriss, Abwalmung, der Hof im Zusammenhang mit Burg, Kirche, Hausener Straße 12 und gekrümmter Straßenführung für den Ortskern wichtig. | 1900                                    | 02.04.1991       | 61              |
| Ehem. Wassermühle                | Ehem. Wassermühle                 | Hausen Hausener Straße 4 Karte                 | Die ehemalige Burgmühle ist eine Fachwerkhofanlage des 17. und 18. Jahrhunderts. Sie besteht aus zwei Häusern, rechts, zur Hausener Straße hin, ein traufenständiger, zweigeschossiger Fachwerkbau des 17. Jahrhunderts mit Wohn- und Stallteil, sowie Anbau für Kleinvieh; nach links vorspringend angebaut das höhere Mühlenhaus mit Krüppelwalm aus der Zeit um 1800. Die freie Giebelseite, an der das Mühlrad angebracht war bildet eine massive Bruchsteinwand. Die Mühle hat weitgehend noch ein vollständiges Mahlwerk. | 17. u. 18. Jh.                          | 21.11.198        | 4               |
| Wohnspeicherhaus                 | Wohnspeicherhaus                  | Hausen Hausener Straße 49 Karte                | Eingeschossiges, giebelständiges Fachwerkhaus auf hohem Kellergeschoss, frühes 18. Jahrhundert. In der Wende zum 20. Jahrhundert wurde die fachwerksichtige Straßengiebelwand durch einen Backsteingiebel in der Formensprache der Gründerzeit erneuert. Das Gebäude ist Teil einer einheitlichen Häuserzeile aus Fachwerkbauten. | 16. Jh. (vor dem Dreißigjährigen Krieg) | 13.07.1995       | 87              |
| Fachwerkhaus                     | Fachwerkhaus                      | Hausen Hausener Straße 5 Karte                 | In Ecklage zur Straßenkurve liegendes Fachwerkhaus, 2-geschossig, mit Walmabschluss zur Ecke, zum Hof in Fachwerkgefüge Zapfenschlösser, 3 Achsen und ein Eingang. | 18. Jh.                                 | 15.07.1991       | 65              |
| Fachwerkbau                      | Fachwerkbau                       | Hausen Hausener Straße 51 Karte                | Zweigeschossiges, giebelständiges Wohnhaus, im Kern ein Fachwerkbau aus dem 18. Jahrhundert, mit Stall und Scheune. Im Inneren des Wohnhauses ist die alte Raumaufteilung des dreiräumigen Wohnspeicherhauses noch ablesbar. Die historischen, verputzten Balkenlagen sind weitestgehend erhalten. Die Hofanlage gehört zum historischen Ensemble einer Reihe von giebelständigen Fachwerkhäusern. | 18. Jh.                                 | 13.07.1995       | 88              |
| Burg Hausen                      | Burg Hausen                       | Hausen Hausener Straße 8 Karte                 | Teil der Burganlage aus dem 16.–18. Jh.; Veränderungen im 20. Jh.; Vierflügeliger Hof mit Torbau, Wirtschaftsflügeln und Herrenhaus. Vorderer Hof: mittlerer Torbau mit rustiziertem Sandsteingewände und Giebel 16./17. Jh., gegenüberliegend das Herrenhaus von 1820 mit modern veränderter Fassade, gerader Sturz, Entlastungsbögen und Sandsteingewände, Krüppelwalmdach, Wirtschaftsbauten z. T. hofseitig aus Fachwerk. | 16.–18. Jh.                             | 01.09.1995       | 110             |
| Winkelhofanlage                  | Winkelhofanlage                   | Hausen Hausener Straße 9 Karte                 | Winkelhofanlage aus Fachwerk, 1. Hälfte 19. Jh.; links der Wohnteil giebelständig zur Straße mit 2 in der Mitte zusammengefassten Fensterachsen, die rechte Traufseite zum Hof verputzt mit einer Achse, vor dem Eingang Windschutzvorbau, der rechte Wirtschaftsflügel mit 2 Toreinfahrten, davon die rechte aus der Bauzeit, das Fachwerk hier mit Schwemmstein ausgefüllt, das Dach des Wirtschaftsteils zum Hof vorkragend. | 1. H. 19. Jh.                           | 01.09.1995       | 91              |
| Wegekreuz                        | Wegekreuz                         | Hausen In der Baade (K 48) Karte               | Steinkreuz aus Buntsandstein mit seitlich gedrückten Volutenandeutungen, das Kreuz ursprünglich profiliert, stark verwittert. | M. 18. Jh.                              | 28.09.1989       | 45              |
| Fachwerkhaus                     | Fachwerkhaus                      | Hausen St. Nikolausstraße 14 Karte             | 2-geschossiges Fachwerkhaus zu 2 Achsen mit mittlerem Eingang, zur Straße Dachüberstand, Tür und Fenster modern, die Fenster mit Ganzverglasung; rückwärtig ein 2-geschossiger Wirtschaftsflügel mit massiver Mauerung im EG, das OG aus Fachwerk zu Wohnzwecken verändert. | 1. H. 19. Jh.                           | 17.01.1989       | 22              |
| Fachwerkhaus                     | Fachwerkhaus                      | Hausen St. Nikolausstraße 16 Karte             | 2-geschossiges Fachwerkhaus mit engem Ständerwerk, zur Straße 2 Achsen und ein rechter Eingang, die Fenster in der linken Achse modern verbreitert, das Haus rechts mit Rücksprung und weiterer Achse, in diesem Bereich mit Ziegeln verkleidet, im linken Giebel erkennbar, dass das Haus urspr. aus 2 hintereinander gestellten traufständigen Bauten zusammengesetzt ist und einen modernen zusammenfassenden Giebel erhielt. | 1. H. 19. Jh.                           | 17.01.1989       | 23              |
| Winkelhofanlage                  | Winkelhofanlage                   | Hausen St. Nikolausstraße 4 Karte              | Zweigeschossige Winkelhofanlage Ende 18. Jh.; Fachwerk mit Bruchsteinsockel in Hanglage, das Wohnhaus giebelständig zu 2 Achsen, der Giebel modern mit Eternit verkleidet, die rechte Traufseite zum Hof mit erhöht liegendem EG, in jedem Geschoss 2 Fenster, rechts der Eingang mit einläufiger Zugangstreppe, frühere Fenstereinteilung im Fachwerk erkennbar, rechts anschließend der Wirtschaftsquerflügel mit hoher Toreinfahrt und nach rechts angeschlossener Stallpforte, rechts im 19. Jh. angebauter, zur Straße giebelständiger kleiner Stallteil mit massiver Mauerung im EG und im Giebel, das OG aus Fachwerk. | E. 18. Jh.                              | 01.09.1995       | 93              |
| weitere Bilder                   | Kath. Pfarrkirche St. Clemens     | Heimbach Am Eichelberg Karte                   | 15. Jh., 1725, 1788; 1-schiffige kreuzrippengewölbte Kirche mit vorgestelltem Westturm, der Westturm im Unterbau aus dem 15. Jh., geschweifter Helm von 1788, 5 Joche, die rundbogigen Fenster mit Buntsandsteingewände 3/8-Chorschluss mit mittlerem, oberem Okulus, kreuzrippengewölbte Empore, neugotische Orgel, Teile der Ausstattung aus dem Kloster Mariawald, reich geschmückter, barocker Hochaltar, Skulpturen aus der Werkstatt des sog. Meisters von Viborg, Flügelgemälde aus Umkreis des Jan de Beer, Gnadenbild der M. 15. Jh., 2 Holzskulpturen (Barbara und Katharina), der Zeit um 1500, reich geschmückte barocke Kanzel, der Antwerpener Passionsaltar im Chorscheitel ein 2-geschossiger Bruchsteinanbau, verputzt, des 18. Jh., als Sakristei genutzt, die stichbogigen Fenster mit Keilsteinen und Buntsandsteingewänden, z. T. vergittert. | 15. Jh. 1725, 1788                      | 21.04.1989       | 35              |
| Bruchsteinkapelle                | Bruchsteinkapelle                 | Heimbach Gut Habersauel 3 Karte                | Neugotische Bruchsteinkapelle lt. Keilstein 1877 erbaut, über sechskantigem Grundriss mit Schieferdach und geschlossener Laterne. | 1877                                    | 01.09.1995       | 94              |
| Hauskreuz                        | Hauskreuz                         | Heimbach Gut Weimert Karte                     | Hölzernes, modernes Kreuz mit Überdachung, der Korpus mit Marterwerkzeugen des 19. Jh. aus Holz. | 2. H. 19. Jh.                           | 17.01.1989       | 30              |
| Neugotisches Herrenhaus          | Neugotisches Herrenhaus           | Heimbach Hengebachstraße 106 Karte             | Neugotisches Herrenhaus, lt. Maueranker 1868 entstanden, ist ein 2-geschossiges Gebäude zu 8 Achsen. Die beiden mittleren Achsen sind risalitartig nach vorne geschoben; dieser Risalit endet in der Erdgeschosszone mit einer spitzbogigen Bogenhalle in der Dachzone als Stufengiebel mit mittlerem länglichen Fenster und Vierpassöffnungen. Die Fenster zeigen einen geraden Sturz. Der Bau setzt sich rechts in einen 2-geschossigen Anbau zu 3 Achsen fort, die Traufzone wird von einer Terrasse mit Zinnenkranz und zwischengestellten geschmiedeten Gittern gebildet. Der Standort des Herrenhauses ist der der ehemaligen Klostermühle Mariawald. | 1868                                    | 27.06.1985       | 3               |
| Fachwerkhaus                     | Fachwerkhaus                      | Heimbach Hengebachstraße 44 Karte              | 2-geschossiges, giebelständiges Fachwerkhaus, mit verputzte Sockel, im vorderen Hausteil Unterkellerung, 3 Achsen, die beiden rechten Achsen zur Doppelachse zusammengefasst, links ein aufgeschuhter Anbau, 2-geschossig, mit Eingangsnische, darüber ein Fenster. | 19. Jh.                                 | 02.04.1991       | 64              |
| Gebäudekomplex (Hotel Burghof)   | Gebäudekomplex (Hotel Burghof)    | Heimbach Hengebachstraße 48 Karte              | 18. Jh. mit späteren Veränderungen; zusammenhängender Komplex von 2-geschossigen trauf- und giebelständigen Häusern, in Mittellage ein giebelständiger Bau zu 2 Achsen, Fachwerk, verputzt. Nach rechts angeschlossen ein Traufbau zu 5 Achsen, mit weitgehender moderner Veränderung, in der rechten EG-Achse ein rundbogiges Tor mit Sandsteingewänden, nach links angeschlossen ein Traufbau zu 5 Achsen mit linker rundbogiger Toreinfahrt, das EG massiv. Das OG Fachwerk, verputzt, in der 3. Achse zusätzlicher rundbogiger Kellerzugang, nach der 4. Achse rundbogige Türöffnung mit Treppenzugang und Scheitelokulus, EG-Gewände aus Sandstein, Tür und Tore mit kannelierter Pilasterrahmung. | 18. Jh.                                 | 21.04.1989       | 38              |
| Giebelhaus                       | Giebelhaus                        | Heimbach Hengebachstraße 50 Karte              | 3-geschossiges Giebelhaus aus Fachwerk über verputztem Bruchsteinsockel, der Sockel im vorderen Bereich als Keller, mittlerer Eingang, im EG seitlich je 2 Fenster mit moderner Ganzverglasung, darüber in den beiden vorspringenden OG spätere Fensterveränderungen, die kleinteiligen Fenster aus der Erbauungszeit im Gefach nachweisbar, der Giebel als Schwebegiebel ausgebildet, im Fachwerkgefüge Ankerbalken. |                                         | 13.07.1993       | 73              |
| Fachwerkhaus                     | Fachwerkhaus                      | Heimbach Hengebachstraße 61 Karte              | 2-geschossiges, giebelständiges Fachwerkhaus in 2 Achsen. | um 1800                                 | 17.01.1989       | 27              |
| Fachwerkhaus                     | Fachwerkhaus                      | Heimbach Hengebachstraße 65 Karte              | 2-geschossiges Fachwerkhaus, linksseitig unterkellert, 3 und 2 Fenster, das Fachwerkgefüge mit Ankerbalken, der rechte freistehende Giebel zur Kirche im EG durch Schaufenster verändert. |                                         | 13.07.1993       | 72              |
| Wegekreuz                        | Wegekreuz                         | Heimbach In der Hilbach / Im Heimbachtal Karte | 1780, 1822 laut Inschrift; Kreuz mit hohem Sockel aus Buntsandstein, der Sockel mit Inschrift und Kartuschenkonsole mit Muschelnische, das aufgesetzte Kreuz mit gegossenem Korpus modern. | 1780 / 1822                             | 17.01.1989       | 28              |
| Wegekreuz                        | Wegekreuz                         | Heimbach In der Hilbach 56 Karte               | Neugotisches Kalksteinkreuz mit hohem Sockel, im Sockel Maßwerkrelief, das aufgesetzte Kreuz mit Korpus. | 1882                                    | 17.01.1989       | 29              |
| weitere Bilder                   | Burg Hengebach                    | Heimbach Mariawalder Straße 6 Karte            | Höhenburg aus Bruchstein und mit Wänden aus Buntsandstein, langgestreckte, ovale Ringburganlage des 12. bis 13. Jh.; 1687 Ruine, ab 1904 restauriert und ausgebaut, nach Kriegszerstörung Wiederaufbau als Hotel, Kern der Anlage ist der westl. Hof (Bergfried und Palas), des 12. bis 13. Jh. Der Bergfried in den unteren Teilen romanisch, die beiden OG 1556. Der Palas im Kern 1. H. 13. Jh., seit dem 14. Jh. Erweiterungen durch östlichen Vorhof mit 2 Torbogen und einer Gartenanlage durch vorgelagerten Zwinger an der Nordseite und vorgesetzte Wohngebäude an der Südseite, der Torbau mit neuer Bedachung. | 12.–13. Jh.                             | 11.04.1985       | 1               |
| Bruchsteinhaus (Alte Mühle)      | Bruchsteinhaus (Alte Mühle)       | Heimbach Teichstraße 1 Karte                   | Alte Mühle; M. 17. Jh.; 2-geschossiges Bruchsteinhaus mit Krüppelwalm, der Drempel modern erhöht, 2 Dachgauben, 3 Achsen, mittlerer Eingang, Fenster- und Türgewände im EG aus der Bauzeit, die Fenster im OG modern erneuert, in der Fassade Sonnenuhr und rechtsseitig im OG, Reliefdarstellung des Johannes Nepomuk, die Giebelseiten zu 2 Achsen, die Fenster ursprünglich vergittert, im Haus großes Wasserrad aus Eiche, die rechte Giebelseite mit einem Fenster im OG mit Holzblockzargen, rückseitig moderner Anbau. | M. 17. Jh.                              | 01.10.1987       | 16              |
| Madonnennische                   | Madonnennische                    | Heimbach Teichstraße 14 Karte                  | Madonnennische, 18. oder 19. Jh., reich geschnitzte, barockisierende Madonnennische mit Madonnenfigur hinter Glas, farbig gefasst. | 18. oder 19. Jh.                        | 01.09.1995       | 100             |
| Fachwerkhaus                     | Fachwerkhaus                      | Heimbach Teichstraße 17 Karte                  | Zweigeschossiges Fachwerkhaus mit Krüppelwalmdach, Ende 18. Jh., zur Straße die Fenstereinteilung verändert, die rechte freistehende Traufseite mit unregelmäßiger Fenstereinteilung, im rückwärtigen Bereich im EG massiv gemauert und verputzt. | E. 18. Jh.                              | 01.09.1995       | 101             |
| Fachwerk-Winkelhofanlage         | Fachwerk-Winkelhofanlage          | Heimbach Teichstraße 20 Karte                  | Fachwerk-Winkelhofanlage, 18./19. Jh.; zur Teichstraße zwei Eingänge, unregelmäßige Fenstereinteilung, enges Ständerwerk der Gefache, der Sockel z. T. aus verputztem Bruchstein mit Rustikaandeutung, das Haus unterkellert, der linke freistehende Giebel zu 2 Achsen, die Fenster modern verbreitert. | 18. / 19. Jh.                           | 01.09.1995       | 95              |
| Fachwerkhaus                     | Fachwerkhaus                      | Heimbach Teichstraße 22 Karte                  | 1690 laut Türinschrift.; 2-geschossiges Fachwerkhaus mit Überhang des OG, der Oberhang teilweise knaggengestützt, das EG linksseitig mit moderner Fensterveränderung, rechter Eingang, im OG Ankerbalken mit Zapfenschlössern, 2 Fenster, die urspr. Fenstereinteilung im Fachwerkgefüge ersichtlich. | 1690                                    | 07.05.1987       | 6               |
| Fachwerkhaus                     | Fachwerkhaus                      | Heimbach Teichstraße 5 Karte                   | 2-geschossiges Fachwerkhaus zu 6 Achsen, jeweils 2 Achsen zusammengefasst, die beiden linken Achsen im Fachwerkgefüge verstärkt, die Tür in der 4. Achse mit kleiner Freitreppe, das Haus modern renoviert, die Fenster mit Kreuzsprossen, die linke obere Doppelachse als moderner Erker ausgebildet. | A. 19. Jh.                              | 01.10.1987       | 8               |
| Fachwerkhaus                     | Fachwerkhaus                      | Heimbach Teichstraße 9 Karte                   | 2- geschossiges Fachwerkhaus über erhöhtem Sockel, Kellergeschoss mit 2-läufiger Freitreppe zum mittleren Eingang, 5 weit auseinandergezogene Fensterachsen, neben der Tür ein weiteres Fenster, ein linkes Fenster zugesetzt. | A. 19. Jh.                              | 01.10.1987       | 13              |
| Wegekapelle                      | Wegekapelle                       | Hergarten Kapellenstraße/Kermeterstraße Karte  | 1867 laut Keilstein; kleine, massiv gemauerte und verputzte Wegekapelle, der Eingang rundbogig mit geschweiftem Oberlicht und Kämpferprofilierung, in der Nische farbig gefasste Madonnendarstellung mit Zepter und Krone. | 1867                                    | 28.09.1989       | 51              |
| Steinkreuz                       | Steinkreuz                        | Hergarten Kermeterstraße/Bruchstraße Karte     | Hohes Steinkreuz mit Korpus aus dem Jahre 1906. | 1906                                    | 17.01.1989       | 24              |
| Fachwerk-Hofanlage               | Fachwerk-Hofanlage                | Hergarten Kermeterstraße 18 Karte              | Fachwerk-Hofanlage aus der 1. Hälfte des 19. Jahrhunderts; das Wohnhaus zur Straße zu 3 Achsen, die linke Achse leicht zurückspringend, in der Mittelachse urspr. Eingang, das rechte EG-Fenster modern verbreitert, rechts im Anschluss die überbaute Toreinfahrt, im rechten, rückwärtigen Anschluss Stallteil, rückwärtig der Hof durch Fachwerkscheune angeschlossen. | 1. H. 19. Jh.                           | 01.09.1995       | 97              |
| Wohnbau                          | Wohnbau                           | Hergarten Kermeterstraße 38 Karte              | Teil eines größeren Gebäudekomplexes aus ehemals zwei verschiedenen Gehöften, 1769, 19. Jh.; zweigeschossiger Wohnbau zu 3 Achsen, massiv, verputzt, Fenster mit Sandsteingewänden, eine weitere Achse nach links im EG als Tordurchfahrt, im OG Fachwerk. | 1769                                    | 01.09.1995       | 111             |
| Hofanlage                        | Hofanlage                         | Hergarten Kermeterstraße 40 Karte              | Vierflügelige Hofanlage aus Buntsandstein, 1769, 19. Jh., zur Straße zwei giebelständige Bauten mit Krüppelwalm und verbindendem, modern erneuertem Torbau mit Überdachung, links hohe Scheune, rechts 2-geschossiger Wohnbau zu 3 Achsen mit Fenster im Giebelfeld, Sandsteingewände, im EG Keilsteinandeutung, zum Hof stichbogiger Eingang mit Sturzdatierung 1769, der rückwärtige Querflügel als offene Scheunenhalle. | 1769                                    | 01.09.1995       | 98              |
| Fachwerkhofanlage                | Fachwerkhofanlage                 | Hergarten Kermeterstraße 52 Karte              | Ehemalige dreiflügelige Fachwerkhofanlage, 18. Jh., das Wohnhaus traufständig zur Straße zu 3 Achsen, die beiden linken Achsen enger zusammengefasst, im Fachwerkgefüge als älterer Bauteil erkennbar, die rechte Achse wohl im 18. Jh. angefügt, der Sockel aus verputztem Bruchstein, im linken Hausbereich Unterkellerung, nach rechts Hofzufahrt mit älterem Tor, rückwärtig der hohe Scheunenbau, die Gefache modern mit Schwemmstein ausgefüllt, der ehem. Verbindungsanbau zur Straße z. T. abgerissen. | 18. Jh.                                 | 01.09.1995       | 99              |
| Ehemaliges Rathaus               | Ehemaliges Rathaus                | Hergarten Kermeterstraße 59 Karte              | Historisch verschachtelter zweigeschossiger Bruchsteinbau mit 1 geschossigen Anbauten, mit Erkern, Giebeln, Dachlaterne und einzelnen Vorsprüngen, der Giebel als Schwebegiebel ausgebildet, Fenster aus der Bauzeit um 1905. | 1905                                    | 01.09.1995       | 96              |
| Winkelhofanlage                  | Winkelhofanlage                   | Hergarten Kermeterstraße 60 Karte              | Winkelhofanlage aus Fachwerk mit verputztem Bruchsteinsockel, zur Straße Unterkellerung, das Wohnhaus giebelständig zu 2 Achsen, die rechte Traufseite zum Hof mit unregelmäßiger Einteilung, rückwärtig anschließend ein leicht zurückspringender Wirtschaftsflügel und der Querflügel, die Gefache mit Lehmstaken, die Fenster mit moderner Ganzverglasung | um 1800                                 | 14.01.2000       | 112             |
| Hofanlage aus Fachwerk           | Hofanlage aus Fachwerk            | Hergarten Kermeterstraße 64 Karte              | Fachwerk-Hofanlage, das Wohnhaus zur Straße links mit 3 Achsen, rechts eine hohe Toreinfahrt mit darüber liegendem Fenster, der Sockel aus Buntsandstein, die Gefache mit Backstein, die linke Giebelwand aus massivem Buntsandstein, im rückwärtigen Hofbereich Fachwerkscheune | M. 19. Jh.                              | 13.07.1993       | 80              |
| Grabkreuze ehem. Friedhof        | Grabkreuze ehem. Friedhof         | Hergarten Martinusstraße 8 Karte               | Ehem. Friedhof mit zahlreichen Grabkreuzen aus Buntsandstein aus dem 17. Jh. | 17. Jh.                                 | 17.01.1989       | 25              |
| Wegekreuz                        | Wegekreuz                         | Hergarten Schulstraße / Kermeterstraße Karte   | Neuromanisches, aufwändig gestaltetes Wegekreuz mit reich gearbeitetem Sockel, Marmorsäulen und Konsole, sowie Kreuzigungsdarstellung mit seitlichen Figuren der Maria Magdalena und Johannes, gerahmt von 2 Bäumen. | um 1900                                 | 17.01.1989       | 26              |
| weitere Bilder                   | Trappistenkloster Abtei Mariawald | Mariawald Mariawalder Straße Karte             | Im Kern 16. Jh. mit Kreuzgang Kapitelsaal und Josefkapelle. Kirche: Weihe 1511, nach Zerstörung Wiederaufbau ab 1872, neue Weihe 1890, Renovierung 1962–64, Teile der Klosterbauten 19. Jh. im spätgotischen Formen; Ankereisendatierung 1903, die mehrflügeligen Klosterbautrakte aus weiß geschlämmten Bruchstein mit Betonung der Architekturelemente durch Buntsandstein, einzelne Giebelfassaden ebf. aus Sandstein. Die Kirche als spätgotische Hallenkirche ausgebildet mit westlichem Eingang, Vorhalle für Empore, 3-jochiges Langhaus, die Seitenschiffe weitgehend quergeschlossen, zu Kapellen umgebaut, der lange gestelzte Chor mit 4 Jochen, 5/8-Chor, Kreuzrippengewölbe, weitgehend neue Ausstattung. Das Tor der Klosterimmunität in spätgotischen Formen mit spitzbogigem Tor, die Tordatierung 1538, die Torgewände profiliert, seitlich spitzbogige Nischen, innerhalb der Klosterimmunität Brunnenfassung mit Tonnengewölbe, über dem rundbogigen Gewändestein große Grotte, die Gewändesteine mit Datierung 1631, die Grotte mit eingestellter Marienfigur E. 19. Jh., gerahmt von 2 Bäumen. | 16. Jh.                                 | 22.03.1994       | 83              |
| weitere Bilder                   | Kreuzwegstationen                 | Mariawald Mariawalder Straße Karte             | Kapellenartige Kreuzwegstationen mit Giebel und rundbogiger Öffnung zu eingestellter Reliefdarstellung des Kreuzweges mit rahmender Grottenarchitektur, davor Gitter, die rundbogige Frontöffnung mit grober Stuckrustizierung gerahmt, insgesamt 14 Kreuzwegstationen des gleichen Types bis zur Abtei Mariawald führend. | 2. H. 19. Jh.                           | 22.03.1994       | 84              |
| Wegekreuz (Hochsteiner Kreuz)    | Wegekreuz (Hochsteiner Kreuz)     | Vlatten Am Mühlenberg Karte                    | Großes Wegekreuz aus Rotsandstein, Sockel auf mehreren Stufen 18. Jh., Monstranznische mit Konsole, stark verwittert, Kreuz modern in Sandstein erneuert, Korpus Metallguss, E. 19. Jh., neben dem Kreuz Eiche als Zeichenbaum. | 18. Spät. 19. Jh.                       | 28.09.1989       | 50              |
| Feldkreuz                        | Feldkreuz                         | Vlatten Auf dem Acker Karte                    | Großes Sandsteinkreuz ohne Korpus, Querbalken mit unleserlicher Inschrift. | M. 18. Jh.                              | 28.09.1989       | 47              |
| Jugendhalle Vlatten              | Jugendhalle Vlatten               | Vlatten Auf der Hostert 7 Karte                | In den Jahren des Ersten Weltkrieges, von 1914 bis 1916, ließ die damalige Gemeinde Hergarten für die Jugend des Dorfes Vlatten eine Turn- und Jugendhalle errichten. Mit der Planung und der Baubetreuung war der Architekt Eberhard Arens aus Gerolstein beauftragt, der, trotz des Mangels an Arbeitskräften und Baumaterial in dieser Zeit, die Bauaufgabe 1916 mit der Übergabe des für das Dorf repräsentativen Jugendhalle erfolgreich abschloss. Aus dem Programm zur Förderung der Jugendpflege wurde für dieses Projekt ein erheblicher Betrag von der Bezirksregierung bereitgestellt. Es entstand auf fast quadratischem Grundriss ein eingeschossiger Massivbau von einem breitgelagerten Walmdach überdeckt mit einem zur Schauseite hin mittig angelegtem Zwerchgiebel. Den Schnittpunkt von Giebel- und Walmfirst markiert eine kleine polygonale Laterne. | 1914–1916                               | 27.05.1992       | 69              |
| Heiligenhäuschen                 | Heiligenhäuschen                  | Vlatten Auf der Kante / Odenbachstraße Karte   | Heiligenhäuschen aus Rotsandstein der 1. Hälfte des 19. Jahrhunderts, aus großen Hausteinblöcken gefügt und massig übergiebelt. Charakteristisch ist die weite Figurennische mit einem einfachen, schmiedeeisernen Gitter verschlossen. Seit 1987 ausgestattet mit einer Johannes-Darstellung, ein Mosaik von Eduard Syndicus SJ. Vor 1987 befand sich in der Figurennische eine Madonnen-Statuette. | 1. H. 19. Jh.                           | 25.04.1990       | 56              |
| Hofanlage                        | Hofanlage                         | Vlatten Auf der Kante 12 Karte                 | Um 1700 (Inschrift im Hof). Ehem. Pastorat, urspr. 3-flügelige Hofanlage, vom alten Baubestand nur noch der Flügel an der Straße erhalten, große, rundbogige Tordurchfahrt mit Sandsteingewände, darüber auf der Wandfläche Dreiecksgiebel mit Fenster, links 2-geschossiger Wohnteil, 2-achsig, Fenster mit Schlagläden, in der Tordurchfahrt Haustür des späten 18. Jh. mit Tuchdraperie, Rückseite im EG mit stichbogigem Sandsteinfenster, im OG Fachwerk, unter dem Wohnteil gewölbter Keller, im Wohnteil Kölner Decken. | um 1700                                 | 07.05.1987       | 7               |
| weitere Bilder                   | Kath. Pfarrkirche St. Dionysius   | Vlatten Auf der Kante 18 Karte                 | Turm 12. Jh., A. 13. Jh., Ausbau zur Basilika, Umbau um 1500; kleine Basilika aus Sandstein mit mächtigem Westturm und langgestrecktem eingezogenem, polygonal schließendem Chor, der Westturm mit Arkadenpaaren, Mittelstützen mit Kelchblockkapitellen und Sattelkämpfern, eingezogener Spitzhelm aus Schiefer, Langhaus und Chor mit spätgotischem Maßwerkfenster Fenster und Türgewände aus Sandstein, Chor mit Resten eines Rundbogenfrieses zwischen Lisenen und skulptierten Konsolen, nachträglich angesetzte Stützpfeiler, Eingang in den Turm mit spätgotischer Tür mit reichem Eisenbeschlag, Turmhalle mit Kreuzgratgewölbe auf Säulen mit Kelchblockkapitellen und attischen Basen, Langhaus flachgedeckt, weitgehend erneuert, 2-jochiger, polygonal schließender Chor mit Sterngewölbe, Ausstattungsstücke des 18. Jh. (Hauptaltar, Seitenaltäre, Kanzel, Kruzifix im Vorraum), um die Kirche in neuer Aufstellung zahlreiche Sandstein-Grabkreuze des 18. Jh., nördlich des Turmes spätgotischer Taufstein aus Sandstein, auf dem Friedhof nördlich der Kirche ummauerter Begräbnisplatz der Reichsherren von Gagern um 1930. | 12. Jh./A. 13. Jh.                      | 01.10.1987       | 11              |
| Wegekreuz                        | Wegekreuz                         | Vlatten Auf der Leimaar Nähe L 218 Karte       | Steinkreuz aus Buntsandstein mit seitlichen Volutenandeutungen. | M. 18. Jh.                              | 28.09.1989       | 48              |
| Sandsteinkreuz                   | Sandsteinkreuz                    | Vlatten Auf Scheuern Karte                     | Ehemaliges Wegekreuz aus Sandstein des 18. Jahrhunderts, nur noch in Fragmenten erhalten. Erkennbar ist der untere Schaftabschnitt mit Sakramentskonsole und Akanthusmotiv, der darüber liegende zugehörige Block mit Sakramentsnische fehlt. Erhalten geblieben ist ein übergiebelter Reliefstein mit ehemals drei figürlichen Darstellungen, die völlig verwittert sind – als Bekrönung kann ein Kreuz vermutet werden, dessen Verankerungen noch feststellbar sind. | 18. Jh.                                 | 25.04.1990       | 57              |
| Wegekreuz                        | Wegekreuz                         | Vlatten Burgweg / Mönicher Heck Karte          | Großes Kreuz mit Quadersockel und Korpus aus Rotsandstein, im Sockel Inschrift. | 1920                                    | 28.09.1989       | 44              |
| Wegekreuz (Mertenskreuz)         | Wegekreuz (Mertenskreuz)          | Vlatten Hergartener Straße an der K 25 Karte   | Dreiteiliges Buntsandsteinkreuz; es besteht aus einem niedrigen Sockel, einem obeliskförmigen Schaft, einem Kreuz mit blattartigen Armenden, die durch einfache Blütenmotive geschmückt sind. Die Entstehungsgeschichte des sogenannten Mertenskreuzes reicht bis in das Jahr 1660 zurück. Das heutige Erscheinungsbild des Kreuzes prägen Elemente und Formen des Jugendstils. Inschrift und Datierung dokumentieren das Erstellungsjahr 1904. Ein auf älteren Abbildungen noch erkennbarer Metallkorpus ist nicht mehr vorhanden. Die Motive, die zur Errichtung des Kreuzes Anlass gaben, sind nicht bekannt. Das Denkmal stellt ein regional- und zeittypisches Beispiel der Volksfrömmigkeit dar. | 1660                                    | 25.04.1990       | 54              |
| Bildstock                        | Bildstock                         | Vlatten In der Loh Karte                       | Laut Inschrift wurde der Bildstock im Jahre 1793 von der Fam. Latz aus Vlatten zum Dank für eine glimpflich verlaufene Heuschreckenplage errichtet. Der barocke Bildstock aus dem regionaltypischen Rotsandstein zeigt gängige Formen und Dekor, die der Bauzeit entsprechen. Auf einem massigen, quadratischen Sockel steht ein zweiteiliger Schaft, der in seinem unteren Abschnitt die Inschrifttafel aufnimmt, der im oberen Abschnitt eine Sakramentsnische in Muschelform zeigt, der jedoch der zugehörige Konsolstein fehlt. Den Abschluss bildet ein übergiebelter Reliefstein, der den Hl. Michael im Halbrelief darstellt. | 1793                                    | 25.04.1990       | 55              |
| Wohnhaus                         | Wohnhaus                          | Vlatten Klosterweg 1 Karte                     | Wohnhaus eines ehem. Bauergehöfts, 2. Hälfte 19. Jh., an der Straße zweigeschossig, Fachwerk, traufständig, Straßenfront symmetrisch gegliedert mit 4 paarweise zusammengefassten Fenstern, der an sich bescheidene Bau wichtig als Abschluss des Straßenbildes. | 2. H. 19. Jh.                           | 01.09.1995       | 102             |
| Wegekreuz                        | Wegekreuz                         | Vlatten Köllepötz / Triftstraße Karte          | Ehemaliges Wegekreuz aus Sandstein des 18. Jahrhunderts, nur noch in Fragmenten erhalten. Erkennbar ist der untere Schaftabschnitt mit Sakramentskonsole und Akanthusmotiv, der darüber liegende zugehörige Block mit Sakramentsnische fehlt. Erhalten geblieben ist ein übergiebelter Reliefstein mit ehemals drei figürlichen Darstellungen, die völlig verwittert sind – als Bekrönung kann ein Kreuz vermutet werden, dessen Verankerungen noch feststellbar sind. | M. 18. Jh.                              | 28.09.1989       | 49              |
| Wegekreuz                        | Wegekreuz                         | Vlatten Kupfergasse / Quellenstraße Karte      | 18. Jh.; Datierung auf Kreuzarm (17.4?); großes Sandsteinkreuz, Sockel mit Monstranzkonsole und Nische, auf dem Sockel Maria und Johannes, Kruzifix mit Korpus aus Sandstein, derbe ländliche Arbeit, stark verwittert und mit Ölfarbe überstrichen. | 18. Jh.                                 | 17.01.1989       | 32              |
| Fachwerkhaus                     | Fachwerkhaus                      | Vlatten Merodestraße 11 Karte                  | Zweigeschossiges, traufenständiges Fachwerkhaus, 1. Hälfte 19. Jh., Rest einer Hofanlage, linke Giebelwand Bruchstein, das Fachwerk ansonsten vollständig erhalten. | 1. H. 19. Jh.                           | 01.09.1995       | 103             |
| weitere Bilder                   | Burg Vlatten                      | Vlatten Merodestraße 24 Karte                  | Schloss E. 19., A. 20. Jh., Kernbau möglicherweise 18. Jh. (Datierung 1772 auf wiederverwandtem Keilstein); Herrenhaus 2-geschossig aus Sandstein auf L-förmigem Grundriss, Straßenfront mit lachsigen, übergiebelten Seitenrisaliten, Mittelteil 3achsig, rechtwinklig anschließender Flügel 7achsig mit Eingangstür in der Mittelachse, Fenster und Türen mit Sandsteingewänden, rückwärtig anschließend, 4-geschossiger neugotischer Turm aus Sandstein mit Zinnenkranz, über der Eingangstür aufwändige Takenplatte, 1670, rückwärtig im Park Reste der mittelalterlichen Wasserburg des 14. Jh., ein Turm 20. Jh. mit überkragendem Zinnenkranz rekonstruiert, ausgedehnte Vorburg E. 19. Jh. | 1772                                    | 27.05.1992       | 68              |
| Fachwerk Hofanlage               | Fachwerk Hofanlage                | Vlatten Mühlengasse 7–9 Karte                  | Die Scheune ist eine regional-typische Fachwerk-Bruchstein-Konstruktion, dreiteilig mit mittig angelegter Einfahrt und Tenne. Als Fachwerkständerbau konzipiert mit geschosshohen Streben und annähernd quadratischen Putzfeldern. Der Stall ist ein zweigeschossiger Fachwerkbau. Die Entstehungszeit der Gebäude wird auf die Zeit um 1780 datiert. | 1780                                    | 13.07.1995       | 89              |
| Gehöft                           | Gehöft                            | Vlatten Mühlengasse 9 (11) Karte               | Stuckierung der Fassaden und im Inneren 1894 (Baudatum), größeres Gehöft in Ecklage, vierflügelige Hofanlage, Wohnteil giebelständig zur Mühlengasse, zweigeschossig, die Giebelfront zu 2 Fensterachsen, Fenster mit Sandsteingewänden, unterhalb der EG-Fenster skulptierte Brüstungsplatten aus Sandstein, im Übrigen die Fassade im späten 19. Jh. stuckiert, Hofseite zu 3 Fensterachsen, Haustür mit Sandsteingewänden und Inschrift über dem Sturz rückwärtig rechtwinklig anschließend langgestreckter Wirtschaftsflügel des späten 19. Jh., im Inneren überputzte Balkendecken. | 1. H. 19. Jh.                           | 25.04.1990       | 53              |
| Wegekreuz                        | Wegekreuz                         | Vlatten Nideggener Weg Karte                   | Steinkreuz aus Buntsandstein mit seitlichen Volutenandeutungen. | 1741                                    | 28.09.1989       | 46              |
| Wegekreuz                        | Wegekreuz                         | Vlatten Quellenstraße Karte                    | Großes Sandsteinkreuz, auf der Vorderseite und auf der Rückseite Nische mit Monstranzkonsole, darüber volutenartige Vorlagen, urspr. wohl ohne Korpus, dieser im 19. Jh. hinzugefügt, starke Verwitterung, seitlich 2 alte Kastanien. | 1740                                    | 17.01.1989       | 33              |
| Hofanlage                        | Hofanlage                         | Vlatten Quellenstraße 1 Karte                  | 1708 (Wohnhaus), 1871 (überdachte Tordurchfahrt); 3-flügelige Hofanlage, Fachwerk und Sandstein, Wohnhaus giebelständig, 2-geschossig, Giebelfront aus Sandstein, 2-achsig, der Rest des Wohnteils Fachwerk, seitlich anschließend überbaute Tordurchfahrt zur Straße verputzt, Wirtschaftsflügel Fachwerk. | 1708                                    | 17.01.1989       | 31              |
| Hofanlage                        | Hofanlage                         | Vlatten Quellenstraße 12 Karte                 | 1. H. 19. Jh., mit vermutlich älterer Substanz; geschlossene, 4-flügelige Hofanlage aus Fachwerk, der seitliche Wohnteil 2-geschossig, giebelständig, Giebelfront 2-achsig, hofseitige Trauffront mit Resten älteren Fachwerks (Zapfenschlösser), zur Straße überbaute Tordurchfahrt, im unteren Bereich mit Putzquaderung. | 1. H. 19. Jh.                           | 20.11.1986       | 5               |
| Hofanlage aus Sandstein          | Hofanlage aus Sandstein           | Vlatten Quellenstraße 3 Karte                  | Nach Ankersplinten 1860 gebaute dreiflügelige Hofanlage aus Sandstein, der Wohnteil giebelständig, 2 geschossig, Straßenfront zu 2 Fensterachsen mit Lünettenfenster im Giebel, links anschließend überbaute Tordurchfahrt mit Besitzerinitialen im Scheitelstein, das Gehöft hat mit Quellenstraße 1 einen gemeinsamen Hof. | 1860                                    | 01.09.1995       | 104             |
| Hofanlage aus Fachwerk           | Hofanlage aus Fachwerk            | Vlatten Quellenstraße 5 Karte                  | Größere, dreiflügelige Hofanlage aus Fachwerk, Anfang 19. Jh., Wohnteil traufenständig an der Straße, urspr. mit 6 Fensterachsen und Haustür, nachträglich verändert, Fachwerk mit Lehmstakenfüllung, im Winkel anschließender Stallteil, ebenfalls Fachwerk mit Lehmstakenfüllung, der rückwärtige Scheunenteil aus Bruchstein, modernisiert und mit Schwemmsteinen erhöht, im Hof Reste alter Pflasterung. | A. 19. Jh.                              | 01.09.1995       | 105             |
| Hofanlage                        | Hofanlage                         | Vlatten Quellenstraße 6 Karte                  | Vierflügelige Hofanlage, 17., zum großen Teil spätes 19. Jh., Wohnteil 2. Hälfte 19. Jh., Wirtschaftsteil aus Fachwerk, der zur Straße giebelständige Flügel ehem. Wohnteil des Gehöftes, Giebel der Straßenfront mit geschweiften Streben, im EG in Massivmauerwerk erneuert, nachträglich zu Wirtschaftszwecken ausgebaut, Fachwerk der Trauffront zum großen Teil erneuert, rückwärtiger, im Winkel ansetzender Wirtschaftsflügel spätes 19. Jh. Fachwerk. | 17. Jh.                                 | 01.09.1995       | 106             |
| Wegekreuz                        | Wegekreuz                         | Vlatten Ringweg Karte                          | Großes Sandsteinkreuz mit Monstranzkonsole und Nische, über der Nische Marienkrönung, der Korpus angedeutet durch Kopf, Hände, Herz, Füße, das Flachrelief stark abgewittert. | M.18. Jh.                               | 17.01.1989       | 34              |
| Michaelskapelle                  | Michaelskapelle                   | Vlatten St.-Michaelstraße 14 Karte             | 15. Jh., Wiederaufbau 1912 / 14 (Arch. Scheidegen); 1-schiffiger Saalbau mit eingezogenem Polygonalchor und aus der Mittelachse seitlich versetztem Westturm, verputzter Sandsteinbau, im Westen kleine Vorhalle, Netzgewölbe, wohl spätes 19. Jh., Wölbung der Apsis spätmittelalterlich mit Ausmalung. | 15. Jh.                                 | 1.10.1987        | 12              |
| Fachwerkhaus                     | Fachwerkhaus                      | Vlatten Triftstraße 2 Karte                    | Zweigeschossiges, traufenständiges Fachwerkhaus, 1. Hälfte des 19. Jh., Erweiterung Ende 19. Jh., Wohnhaus einer abgebrochenen Hofanlage, das rechte Viertel E. 19. Jh. angefügt, links im EG und im OG paarweise am Ständer zusammengefasste Fenster, Fenster durchgängig mit modernen Ganzglasscheiben. | 1. H. 19. Jh.                           | 01.09.1995       | 107             |
| Hofanlage                        | Hofanlage                         | Vlatten Weberstraße 19 Karte                   | 17. / 18. Jh., Wirtschaftsteil 19. Jh.; 3-flügelige Hofanlage, Wohnteil 2 geschossig, aus Fachwerk, von der Straße zurückgesetzt, traufenständig, unregelmäßig verteilte Fensteröffnungen, teilweise paarweise an den Ständern zusammengefasst, Ausfachung mit Lehmziegelmauerwerk, vor dem Wohnhaus überbauter Brunnen, seitlich Backofen, Wirtschaftsflügel Bruchstein. | 17. / 18. Jh.                           | 13.07.1993       | 71              |
| Winkelhofanlage                  | Winkelhofanlage                   | Vlatten Weberstraße 2 Karte                    | Winkelhofanlage aus Fachwerk, 1. Hälfte 19. Jh., Wohnteil giebelständig, 2-geschossig, Straßenfront aus Massivmauerwerk 2-achsig, hofseitige Trauffront mit großem Dachüberstand, unregelmäßig verteilte Fenster, rechts paarweise zusammengefasst, Haustür aus der Bauzeit mit Oberlicht, im Inneren Kölner Decken. | 1. H. 19. Jh.                           | 01.09.1995       | 108             |
| Hofanlage                        | Hofanlage                         | Vlatten Weberstraße 23 Karte                   | M. 19. Jh.; 3-flügelige Hofanlage aus Fachwerk, Wohnteil und anschließender Scheunenteil mit Durchfahrt an der Straße traufständig, Wohnteil 2-geschossig mit unregelmäßig verteilten Fenstern, Fachwerk mit Lehmstakenausfüllung. | M. 19. Jh.                              | 02.01.1991       | 58              |